# Chiquito de la Calzada
Gregorio Esteban Sánchez Fernández alias Chiquito de la Calzada , född 28 maj 1932 i Málaga, död 11 november 2017 i Málaga , var en spansk flamenco sångare och komiker. 
Hans karriär som sångare började som barn och han arbetade i olika teatrar och auditorier i Spanien och Japan.